# John Hamilton (Schauspieler)
John Rummel Hamilton (* 16. Februar 1887 in Shippensburg, Pennsylvania; † 15. Oktober 1958 in Glendale, Kalifornien) war ein US-amerikanischer Schauspieler.

## Leben und Karriere
Der in Pennsylvania geborene und aufgewachsene John Hamilton wollte zunächst Lehrer werden und studierte unter anderem am Dickinson College, entschied sich dann aber für die Schauspielerei. In den 1900er-Jahren begann er eine lange Theaterkarriere, in der er an der Seite von Bühnenstars wie George M. Cohan und Ann Harding zu sehen war. Auftritte am Broadway sind für die Zeit zwischen 1908 und 1943 belegt. Er machte sein Filmdebüt im Jahr 1930 und spielte Anfang der 1930er-Jahre in einer Reihe von bei Warner Brothers’ Tochtergesellschaft Vitaphone in Brooklyn gedrehten Kurzfilm-Kriminalkomödien an der Seite von Donald Meek. 1936 lotste Warner den Charakterdarsteller nach Hollywood, wo er fortan stete Beschäftigung fand.
Der silberhaarige Schauspieler spielte in kleineren bis mittleren Nebenrollen oftmals „Polizeichefs, Richter, Senatoren, Generäle oder andere Autoritätsfiguren“. So verurteilte Hamilton etwa als Richter in Die wilden Zwanziger (1939) die von James Cagney verkörperte Hauptfigur eines Gangsters zu einer Gefängnisstrafe, und in dem Filmklassiker Die Spur des Falken (1941) liefert er sich in der Rolle eines Bezirksstaatsanwaltes mit Humphrey Bogarts Hauptcharakter Sam Spade ein heftiges Wortgefecht. In Filmen wie Dorothy Arzners Craig’s Wife (1936), Lloyd Bacons Zwölf Monate Bewährungsfrist (1939) und John Hustons Ich will mein Leben leben (1942) ermittelte er jeweils in der Rolle eines Polizeiinspektors. In dem Film Die Männer hatte er 1950 eine erfreulichere Rolle als Standesbeamter der Heirat von Marlon Brando und Teresa Wright. In einer späten Filmrolle im Western Das letzte Gefecht spielte er den US-Präsidenten Ulysses S. Grant.
Hamiltons Bekanntheitsgrad steigerte sich im Herbst seiner Karriere durch die feste Fernsehrolle des Chefredakteurs Perry White in der Fernsehserie Superman – Retter in der Not, in der er von 1952 bis in sein Todesjahr in 82 Folgen an der Seite von Hauptdarsteller George Reeves zu sehen war. Im Bereich Fernsehen drehte er zudem mehrere Werbespots für eine Brillengläserfirma. Das filmische Schaffen des bis zuletzt aktiven Hamilton umfasst insgesamt über 350 Produktionen, darunter mehr als 280 Spielfilme, fast 40 Kurzfilme und über 30 Fernsehserien. Er starb 1958 mit 71 Jahren an einem Herzinfarkt und hinterließ einen Sohn, beigesetzt ist er auf dem Hollywood Forever Cemetery.

## Filmografie (Auswahl)
- 1930: Dangerous Nan McGrew
- 1933: Rare Auto and Travel Thrills
- 1934: Wir senden Sonne (Stand Up and Cheer!)
- 1936: Craig’s Wife
- 1936: Adventure in Manhattan
- 1936: Drei süße Mädels (Three Smart Girls)
- 1937: Torture Money (Kurzfilm)
- 1937: Im siebenten Himmel (Seventh Heaven)
- 1937: Criminals of the Air
- 1937: Unter vier Augen (This Is My Affair)
- 1937: That Certain Woman
- 1937: 100 Mann und ein Mädchen (One Hundred Men and a Girl)
- 1937: Unter Mordverdacht (Night Club Scandal)
- 1938: Mr. Moto und der Wettbetrug (Mr. Moto’s Gamble)
- 1938: Lebenskünstler (You Can’t Take It With You)
- 1938: Teufelskerle (Boys Town)
- 1938: Zu heiß zum Anfassen (Too Hot to Handle)
- 1938: Chicago – Engel mit schmutzigen Gesichtern (Angels with Dirty Faces)
- 1939: Die Teufelsinsel (Devil’s Island)
- 1939: Ich war ein Spion der Nazis (Confessions of a Nazi Spy)
- 1939: Musik fürs Leben (They Shall Have Music)
- 1939: Weg aus dem Nichts (Dust Be My Destiny)
- 1939: Geheimagenten (Espionage Agent)
- 1939: Die wilden Zwanziger (The Roaring Twenties)
- 1939: Swanee River
- 1939: Zwölf Monate Bewährungsfrist (Invisible Stripes)
- 1940: Paul Ehrlich – Ein Leben für die Forschung (Dr. Ehrlich’s Magic Bullet)
- 1940: Johnny Apollo
- 1940: Flash Gordon Conquers the Universe
- 1940: Nachts unterwegs (They Drive by Night)
- 1940: Der Draufgänger (Boom Town)
- 1940: Flight Command
- 1941: Cheers for Miss Bishop
- 1941: Dem Schicksal vorgegriffen (Flight from Destiny)
- 1941: Hier ist John Doe (Meet John Doe)
- 1941: Weltpremiere (World Premiere)
- 1941: Das goldene Tor (Hold Back the Dawn)
- 1941: Die ewige Eva (It Started with Eve)
- 1941: Die Spur des Falken (The Maltese Falcon)
- 1941: Blues in the Night
- 1941: Sein letztes Kommando (They Died with Their Boots On)
- 1942: Im Schatten des Herzens (Always in My Heart)
- 1942: To the Shores of Tripoli
- 1942: Ich will mein Leben leben (In This Our Life)
- 1942: Yankee Doodle Dandy
- 1942: Der große Gangster (The Big Shot)
- 1942: Abenteuer in Panama (Across the Pacific)
- 1942: Gangsterfalle (Lucky Jordan)
- 1942: Tennessee Johnson
- 1943: Haruschi – Sohn des Dr. Fu Man Chu (G-Men vs the Black Dragon)
- 1943: Botschafter in Moskau (Mission to Moscow)
- 1943: Eine Frau hat Erfolg (What a Woman!)
- 1944: Stehplatz im Bett (Standing Room Only)
- 1944: Captain America
- 1944: Up in Arms
- 1944: Weihnachtsurlaub (Christmas Holiday)
- 1944: Wilson
- 1944: Music in Manhattan
- 1944: Der Rächer mit der Maske (Zorro’s Black Whip)
- 1945: Falsche Scham (Mom and Dad)
- 1945: Stimme aus dem Jenseits (Strange Illusion)
- 1945: Incendiary Blonde
- 1946: Ich sing’ mich in dein Herz hinein (Because of Him)
- 1946: Gehaßt, gejagt, gefürchtet (Renegades)
- 1946: Blondie’s Lucky Day
- 1946: Land der Banditen (Badman’s Territory)
- 1946: Charlie Chan – Schatten über Chinatown (Shadows Over Chinatown)
- 1946: Die wunderbare Puppe (Magnificent Doll)
- 1947: Endlos ist die Prärie (The Sea of Grass)
- 1947: Ein Leben wie ein Millionär (It Happened on Fifth Avenue)
- 1947: Das Doppelleben des Herrn Mitty (The Secret Life of Walter Mitty)
- 1947: Tanz ohne Ende (The Unfinished Dance)
- 1947: Eine Welt zu Füßen (The Foxes of Harrow)
- 1947: Brennende Grenze (The Fabulous Texan)
- 1947: Anklage: Mord (High Wall)
- 1947: New Orleans
- 1948: Die rauhen Reiter der furchtlosen Legion (The Gallant Legion)
- 1948: Der Schrecken von Texas (Return of the Bad Men)
- 1948: The Babe Ruth Story
- 1948: Achtung! Atomspione! (Walk a Crooked Mile)
- 1949: Ihre wunderbare Lüge (Her Wonderful Lie)
- 1949: Die Stadt der rauhen Männer (Fighting Man of the Plains)
- 1949: Canadian Pacific
- 1950: Auf dem Kriegspfad (Davy Crockett, Indian Scout)
- 1950: Duell in der Manege (Annie Get Your Gun)
- 1950: Das Raubtier ist los! (The Reformer and the Redhead)
- 1950: Die Venus verliebt sich (Duchess of Idaho)
- 1950: Die Männer (The Men)
- 1950: I’ll Get By
- 1950: Der einsame Champion (Right Cross)
- 1950: The Magnificent Yankee
- 1951: Von Gier besessen (Inside Straight)
- 1951: Der große Caruso (The Great Caruso)
- 1951: Ein Fremder kam nach Arizona (Sugarfoot)
- 1951: Von Gier besessen (Inside Straight)
- 1952: Zwei räumen auf (Cripple Creek)
- 1952: Die goldene Nixe (Million Dollar Mermaid)
- 1952–1958: Superman – Retter in der Not (Adventures of Superman, Fernsehserie, 82 Folgen)
- 1953: Der letzte Trumpf (Jack McCall, Desperado)
- 1953: Donovans Hirn (Donovan’s Brain)
- 1954: Ausgeräuchert (The Miami Story)
- 1954: Captain Midnight (Fernsehserie, Folge 1x03)
- 1954: Das letzte Gefecht (Sitting Bull)
- 1955: Die Nacht des Jägers (The Night of the Hunter)
- 1955: Die Texas Rangers (The Texas Rangers, Fernsehserie, Folge 1x02)
- 1957: Chicago vertraulich (Chicago Confidential)
- 1957: State Trooper (Fernsehserie, 2 Folgen)
- 1958: Outcasts of the City